# Oligoaeschna
Oligoaeschna – rodzaj ważek z rodziny żagnicowatych (Aeshnidae).

## Podział systematyczny
Do rodzaju należą następujące gatunki:
- Oligoaeschna amata (Förster, 1903)
- Oligoaeschna andamani Chhotani, Lahiri & Mitra, 1983
- Oligoaeschna aquilonaris Wilson, 2005
- Oligoaeschna buehri (Förster, 1903)
- Oligoaeschna elacatura (Needham, 1907)
- Oligoaeschna foliacea Lieftinck, 1968
- Oligoaeschna modiglianii Selys, 1889
- Oligoaeschna mutata Lieftinck, 1940
- Oligoaeschna petalura Lieftinck, 1968
- Oligoaeschna platyura Lieftinck, 1940
- Oligoaeschna poeciloptera (Karsch, 1889)
- Oligoaeschna pseudosumatrana Karube, 1997
- Oligoaeschna sirindhornae Ngiam & Orr, 2017
- Oligoaeschna sumatrana Lieftinck, 1953
- Oligoaeschna uemurai Asahina, 1990
- Oligoaeschna uropetala Lieftinck, 1968
- Oligoaeschna venatrix (Förster, 1903)
- Oligoaeschna venusta Lieftinck, 1968
- Oligoaeschna zambo Needham & Gyger, 1937